# Baldachopf
Baldachopf är en bergstopp i Schweiz. Den ligger i distriktet Imboden och kantonen Graubünden, i den östra delen av landet, 150 km öster om huvudstaden Bern. Toppen på Baldachopf är 2 107 meter över havet.